# Lodewijk Jan Joseph Ferdinand de Potter
Lodewijk Jan Joseph Ferdinand de Potter of Louis Jean Joseph Ferdinand de Potter (Gent, 8 augustus 1765 - Gent, 9 oktober 1823) was een Zuid-Nederlands politicus.

## Familie
De Potter was een zoon van Jan Frans de Potter, schepen van Gent en lid van het feodale hof, en Colette Marie Baut de Rasmon. Hij verkreeg 20 december 1817 het predicaat jonkheer in de Ridderschap van Oost-Vlaanderen. Hij trouwde in 1792 met Colette Kervyn (1775-1805) en in 1810 met Marie-Bernardine Kervyn (1784-1870).

## Loopbaan
De Potter was onder het ancien régime vanaf 1792 schepen van de Keure in Gent. In de Franse tijd was hij raadsheer van de prefectuur (conseil de Prefecture) en vertegenwoordiger van het Scheldedepartement in het Keizerlijk Wetgevend Lichaam. Onder het Verenigd Koninkrijk der Nederlanden was hij lid van de Provinciale Staten van Oost-Vlaanderen. Van 21 september 1815 tot 20 oktober 1817 was hij voor Oost-Vlaanderen lid van de Tweede Kamer der Staten-Generaal.
- Biografisch Portaal: 01835358
- Parlement.com: vg09lltqd6uu